# Associação Sueca de Futebol
A Associação Sueca de Futebol (em sueco:  Svenska Fotbollförbundet; SvFF) foi fundada em 18 dezembro 1904. 

É o órgão que dirige e controla o futebol da Suécia, comandando as competições nacionais - a Allsvenskan e a Superettan para os homens, e a Damallsvenskan e a Elitettan para as mulheres, assim como a Seleção Sueca de Futebol e a Seleção Sueca de Futebol Feminino. 

A sua sede está localizada na cidade de Solna, a cerca de 5 km a noroeste do centro de Estocolmo. 

Está filiada na Confederação do desporto na Suécia (Sveriges Riksidrottsförbund; RF), e é membra fundadora da FIFA (1907)  e membra da UEFA desde (1954). 